# Dormaalocyon
Dormaalocyon is een geslacht van uitgestorven roofdieren uit de Miacidae. Dit dier leefde tijdens het Vroeg-Eoceen (ongeveer 55 miljoen jaar geleden) in West-Europa. De typesoort is Dormaalocyon latouri (synoniem: Miacis latouri).
'Miacis' latouri was voorheen slechts bekend van losse tanden uit het vroegste Eoceen van de formatie van Tienen (Dormaal en Erquelinnes) en de Soissonnais-formatie in het bekken van Parijs. Nieuw materiaal uit Dormaal, bestaande uit tanden en enkelbeenderen, heeft geleid tot classificatie in een eigen geslacht, Dormaalocyon.
De bouw van de enkel wijst op een boombewonende leefwijze. Het dieet bestond uit insecten en andere kleine prooidieren. Afgaand op het gevonden materiaal was Dormaalocyon ongeveer een kilogram zwaar.
Fylogenetische analyse wijst op verwantschap met de Noord-Amerikaanse Vulpavus en Miacis. Dormaalocyon is een van de primitiefste carnivoren en is zelfs basaler dan Uintacyon uit het Paleoceen.